# تشتشليانو
تشتشليانو هي بلدة تقع في العاصمة روما في إقليم لاطيوم في إيطاليا.